# Itoplectis flavicincta
Itoplectis flavicincta là một loài tò vò trong họ Ichneumonidae.